# Viviers-sur-Artaut
Viviers-sur-Artaut è un comune francese di 115 abitanti situato nel dipartimento dell'Aube nella regione del Grand Est.

## Società

### Evoluzione demografica
Abitanti censiti